# Конгоанска криза
Конгоанска криза (фр. Crise congolaise) било је раздобље политичке кризе и сукоба у Републици Конго (данас Демократској Републици Конго) између 1960. и 1965. године. Криза је почела недуго по проглашењу независности Конга од Белгије, а завршила се државним ударом и почетком владавине Мобуту Сесе Сека. Криза у Конгу био је и посреднички рат током Хладног рата, у којем су Совјетски Савез и САД подржавале противничке стране. Претпоставља се да је приближно 100.000 људи страдало током ове кризе.
Национални покрет у Белгијском Конгу захтевао је престанак владавине колонијалне власти што је касније довело до државне независности 30. јуна 1960. Међутим, у наредном периоду, обављене су минималне промене, а многа питања попут федерализма, трибализма и етнонационализам остала су нерешена. Прве недеље јула, у војсци је избила побуна и насиље је избило између белог и црног становништва. Белгија је послала војне трупе како би заштитила белце. Непризнате сеценионистичке државе Катанга и Јужни Касаи су биле одвојени од белгијске подршке. Усред непрестаних немира и насиља, Уједињене нације су послале мировне снаге. Међутим, генерални секретар УН-а, Даг Хамаршелд, одбио је да употреби те трупе да пружи помоћ централној влади у Леополдвилу у борби против сепаратиста. Премијер Патрис Лумумба, лидер највеће националистичке странке, реаговао је позивом у помоћ Совјетски Савез. СССР је одмах реаговао на исти пославши војне саветнике.
Укљученост Совјета поделила је конгоанску владу. Премијер Лумумба и председник Жозефа Каса-Вубуа били су у ћорсокаку. Мобуту је, који је тада био војни командант, пробио лед тако што је извео државни удар, тиме протеравши совјетске саветнике и ефикасно успоставио нову владу под његовом контролом. Лумумба је био заробљен и касније погубљен 1961. године. Супарничка влада „Слободне Републике Конго” основана је у граду Стенливил од стране Лумумбиних присталица педвођених Антоаном Гизенгом. Покрет је добио совјетску потпуру, али се распао почетком 1962. У међувремену, УН је заузео агресивнији став према сецесионистима након што је Хамаршелд био убијен у авионској несрећи крајем 1961. Подржан од стране трупа Уједињених нација, Леополдвил је поразио сецесионистичке покрете у Катанги и Јужном Касаију почетком 1963.
Након што су се Катанга и Јужни Касаи вратили под владину контролу, усвојен је нови компромисни устав. Прогнани вођа Катанге, Моиз Чомбе, позван је на чело привремене администрације док су у припреми били нови избори. Пре него што су се избори одржали, активисти, који су били надахнути маоисти и себе називали „Симбаси”, подигли су буну на истоку државе. Симбаси су преузели контролу над великим бројем територија и касније прогласили комунистичку „Народну Републику Конго” у Стенливилу. Владине снаге посетепено су заузимали области све до новембра 1964. када су Белгија и САД војно интервенисале у Стенливилу како би повратили заробљенике. Симбаси су били поражени, а касније су се и распали. Након избора марта 1965, настао је нови политички застој између Чомбеа и Каса-Вубуа. Мобуту је кренуо у други државни удар, преузевши
личну контролу над земљом. Под Мобутовим режимом, Конго (касније Заир) је претворен у диктатуру која ће бити на снази све до Мобутуовог свргавања 1997. године.

## Рефереце
1. ↑  Mwakikagile 2014, стр. 72.
2. ↑  EISA 2002a.